# St.-Peter-Kirche (Ljubljana)
Die St.-Peter-Kirche (slowenisch: Župnijska cerkev sv. Petra oder Šempetrska cerkev oder Šentpetrska cerkev) ist eine römisch-katholische Pfarrkirche im Stadtbezirk Center von Ljubljana, der Hauptstadt Sloweniens. Sie liegt am östlichen Rande des Stadtzentrums an der Trubarstraße südlich des Kroatischen Platzes und westlich vom Universitätsklinikum Ljubljana. Die nahegelegene Brücke ist nach der Kirche benannt.

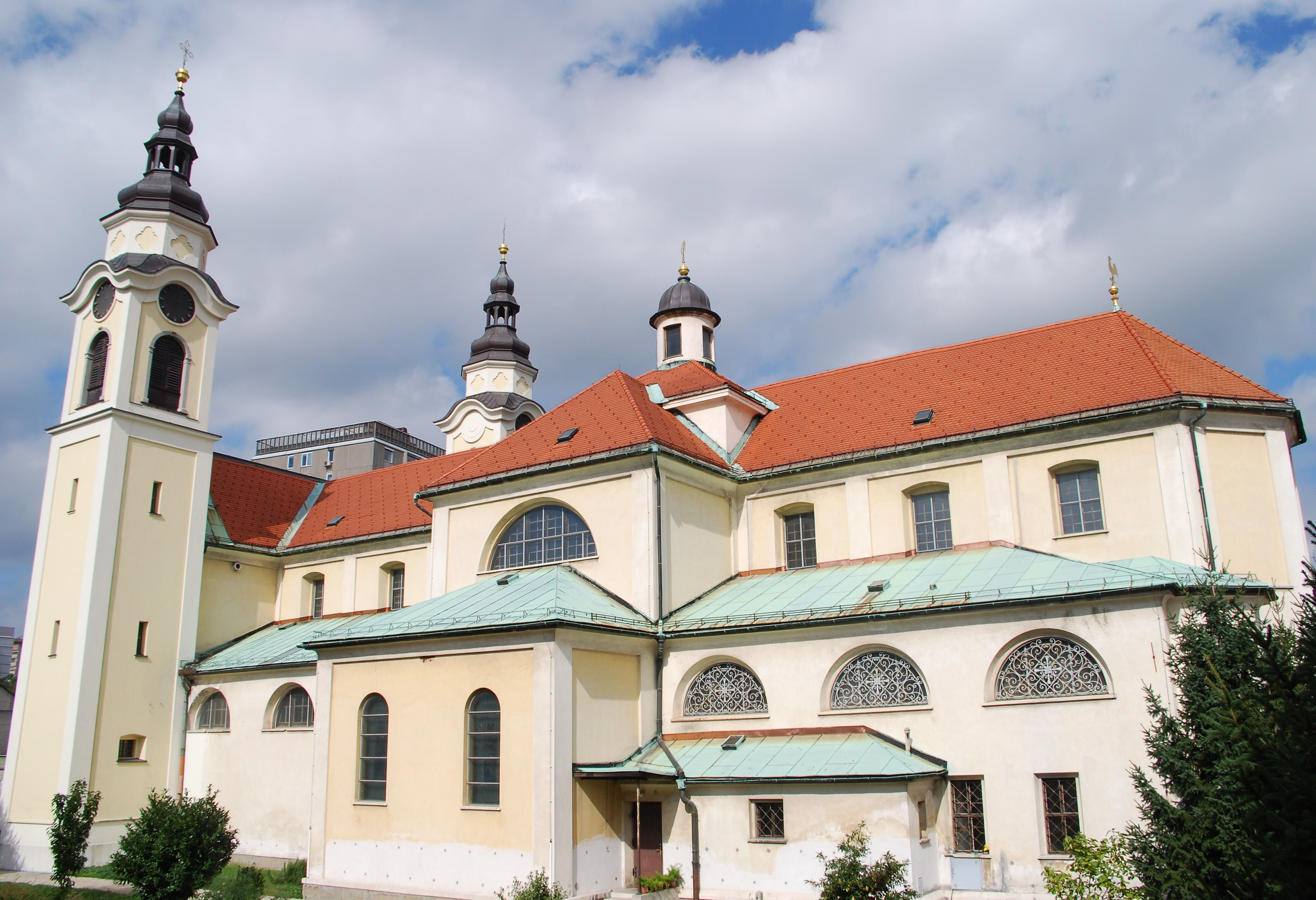
St.-Peter-Kirche in Ljubljana

## Geschichte

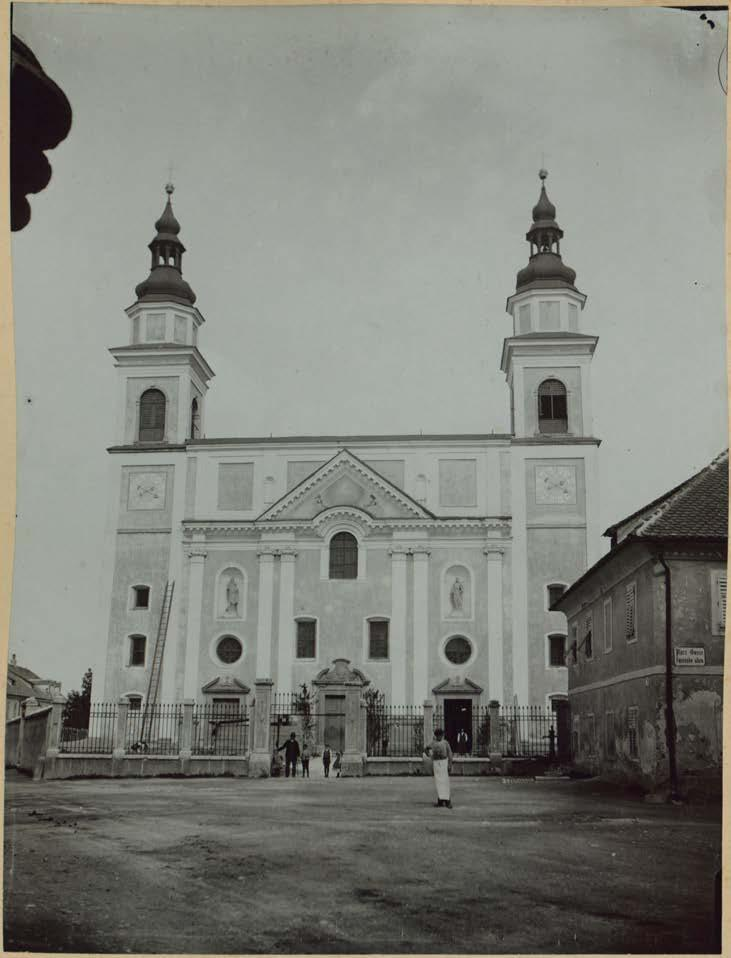
St.-Peter-Kirche 1895

St. Peter, erwähnt erstmals 1163, wird als die älteste Pfarrkirche von Laibach angesehen und auf eine Kirchengründung im 9. Jahrhundert zurückgeführt. Bis zur Gründung der Diözese Ljubljana im Jahr 1461 und Erhebung von St. Nikolaus zur Domkirche war sie Hauptkirche von Ljubljana. Heute ist sie gleichzeitig Kirche der Pfarrei St. Peter und Klosterkirche des 2011 neu gegründeten Minoritenklosters St. Maximilian Kolbe.
Die heutige Kirche wurde als Nachfolger der gotischen Kirche zwischen 1730 und 1733 im Barockstil erbaut. Der Plan für den Neubau einer dreischiffige Basilika mit einer Kuppel über dem Querschiff und einem Apsidenpresbyterium wird dem Architekten Carlo Martinuzzi zugeschrieben. Nach dem Erdbeben von 1895 erfuhr das Gebäude erhebliche Veränderungen, als nach Plänen von Raimund Jeblinger das Presbyterium erweitert, die Sakristei angebaut, das Querschiff beidseitig mit einer Seitenkapelle angebaut und die Kirchenfassade neu gestaltet wurde. Letztere wurde in den Jahren 1937 und 1938 nach den Plänen von Ivan Vurnik erneut umgebaut.

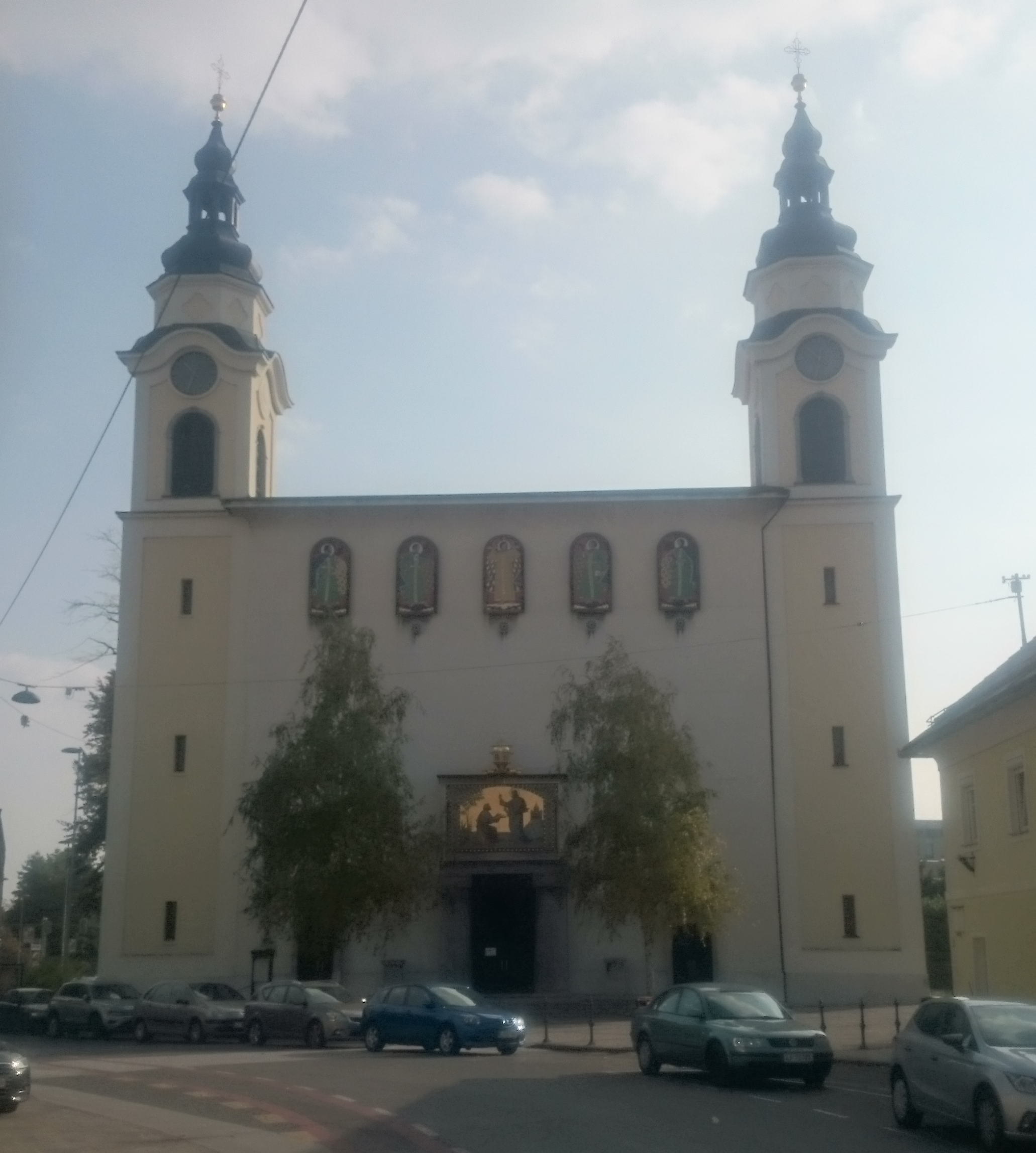
St.-Peter-Kirche 2020

## Heutiges Erscheinungsbild
Das Äußere der Kirche (insbesondere die Fassade) weist durch spätere Umbauten keine barocken Züge mehr auf, die architektonische Struktur des Inneren blieb jedoch nahezu unverändert. Die Deckenfresken der Kirche sind das Werk des Barockmalers Franz Jelovšek; Altarbilder stammen von Valentin Metzinger.